# Сан Перлита (Тексас)
Сан Перлита (енгл. San Perlita) град је у америчкој савезној држави Тексас. По попису становништва из 2010. у њему је живело 573 становника.

## Демографија
Према попису становништва из 2010. у граду је живело 573 становника, што је 107 (15,7%) становника мање него 2000. године.
| Група             | 2000.       | 2010.       |
| Белци             | 65 (9,6%)   | 35 (6,1%)   |
| Афроамериканци    | 15 (2,2%)   | 0 (0,0%)    |
| Азијати           | 0 (0,0%)    | 1 (0,2%)    |
| Хиспаноамериканци | 602 (88,5%) | 538 (93,9%) |
| Укупно            | 680         | 573         |